# Jim Sheppard
Jim Sheppard (Seattle, Washington, 1961. május 8. –) amerikai basszusgitáros, aki a Nevermore tagjaként vált híressé. A zenekart ő alapította, csakúgy mint a Sanctuaryt, mely egy két lemezt kiadott amerikai stílusú power metal együttes volt. Játéka az összes Nevermore lemezen hallható. Csakúgy mint Warrel Dane énekes, Jim eredeti szakmája is séf.

## Diszkográfia

### Sanctuary
- Refuge Denied (1988)
- Into the Mirror Black (1989)
- Into the Mirror Live (1991)
- The Year the Sun Died (2014)
- Inception (2017)

### Nevermore
- Nevermore (1995)
- In Memory (EP, 1996)
- The Politics of Ecstasy (1996)
- Dreaming Neon Black (1999)
- Dead Heart in a Dead World (2000)
- Enemies of Reality (2003)
- This Godless Endeavor (2005)
- The Year of the Voyager (2008) - koncertlemez
- The Obsidian Conspiracy (2010)

## Fordítás
- Ez a szócikk részben vagy egészben  a   Jim Sheppard című angol Wikipédia-szócikk fordításán alapul.  Az eredeti cikk szerkesztőit annak laptörténete sorolja fel. Ez a jelzés csupán a megfogalmazás eredetét és a szerzői jogokat jelzi, nem szolgál a cikkben szereplő információk forrásmegjelöléseként.